# Ariomma melanum
Ariomma melanum is een  straalvinnige vissensoort uit de familie van ariommiden (Ariommatidae). De wetenschappelijke naam van de soort is voor het eerst geldig gepubliceerd in 1954 door Ginsburg.